# پیوترووکا (استان اوپوله)
پیوترووکا (به لهستانی:  Piotrówka) یک روستا در لهستان است که در گمینا یمیلنگتسا واقع شده‌است. پیوترووکا ۱٬۰۰۰ نفر جمعیت دارد.